# Pies, kot i...
Pies, kot i... – polski serial animowany, powstały w latach 1972–1976 w Studiu Miniatur Filmowych w Warszawie według scenariuszy Jolanty Karczewskiej i Romana Huszczo. Wśród pozostałych twórców serialu byli m.in. Ryszard Słapczyński, Bogdan Nowicki, Zofia Oraczewska, Piotr Paweł Lutczyn i Alina Maliszewska. Muzykę stworzył Adam Markiewicz.

## Fabuła
Serial opowiada o przygodach kota i psa, którzy "w jednym stali domu". Dom należy do psa, kot jest dzikim lokatorem, który zadomowił się na poddaszu.
- Pies jest zamożnym obywatelem, stać go na różne artykuły gospodarstwa domowego ułatwiające życie.
- Kot jest biedny, ale sprytny. Zawsze udaje mu się przechytrzyć tępego psa i przejąć sprzęt dla siebie.

Od odcinka Zagroda fabuła zostaje zmieniona: bohaterowie pozostają ci sami, ale odtąd spotykają się w różnych miejscach, w których pies jest szefem.

## Tytuły odcinków
- ...dom
- ...telewizor
- ...decybele
- ...lodówka
- ...magnetofon
- ...odkurzacz
- ...piecyk
- ...ogródek
- ...radio
- ...ryby
- ...pralka
- ...samochód
- ...fotoaparat
- ...zagroda
- ...zajazd
- ...kuter
- ...plecak
- ...stacja benzynowa
- ...latarnia morska
- ...leśniczówka